# Pinus tropicalis
Pinus tropicalis és una espècie de conífera de la família Pinaceae endèmica de l'illa de Cuba. És una de les set espècies de pi endèmiques de les Antilles. Té els usos comuns de les altres espècies de pins, essent aprofitada la seva fusta. Tot i no comptar amb una fusta de molta qualitat, la forma recta del seu tronc permet que sigui utilitzada per fer làmines i taulons per la construcció en general. La seva facilitat per arrelar en sòls sorrencs i poc profunds fa que sovint també sigui utilitzada en replantacions per fixar els sòls i evitar l'erosió.

## Distribució i ecologia
L'espècie està distribuïda de manera natural a l'extrem occidental de l'illa, a la província de Pinar del Río i l'Illa de la Juventud. Té una gran resistència a diferents condicions edàfiques, prosperant a qualsevol terreny, tant en sòls profunds i fèrtils com en sòls superficials i sorrencs, i tant en sòls calcícoles com àcids. Sol trobar-se combinada amb l'espècie Pinus caribaea, tot i que en sòls àcids o poc fèrtils sol créixer sola. Espècie heliòfila, està adaptada a temperatures elevades i forta lluminositat, situant-se dels 0 als 400 metres d'altitud i especialment en vessants assolellades. També és piròfila i les pinyes solen esclatar amb el foc, dispersant els pinyons i afavorint la recolonització. Les zones on es distribuïx compten amb una precipitació mitjana (1.500-1.700 mm) una mica superior que la del conjunt de Cuba (1.300 mm), tot i que sol arrelar en sòls més secs i pobres que altres pinàcies.
Cuba compta amb importants masses forestals d'espècies de pins tropicals. Això és degut a la presència de sòls àcids i amb poca capacitat de retenir aigua, com els sòls sorrencs i limonítics. L'espècie de Pinus tropicalis, igual que la resta de pins, té la capacitat, a través de la simbiosi amb fongs, d'obtenir suficient capacitat de nutrients per créixer i arrelar ràpidament en sòls amb condicions difícils.

## Morfologia
Aquest arbre pot assolir alçades considerables, podent arribar als trenta metres, amb un tronc recte, cilíndric, d'escorça rugosa i amb fissures, de fins a 30 centímetres de diàmetre. Forma una copa de forma cònica, tot i que en exemplars vells i que creixen aïllats pren una forma lleugerament arrodonida. Les fulles són perennes i en acícules de dos agulles, de 20 a 30 centímetres de llargada i d'1,5 a 2 mil·límetres d'ample, d'un color verd groguenc, rígides i agrupades al final dels branquillons. És una planta monoica, amb inflorescències masculines en aments terminals i femenines en estròbils subterminals, que surten de gener a abril depenent dels factors climàtics o físics. Els fruits, de fins a 10 centímetres de llargada i 3 de diàmetre, tenen forma de con lleugerament asimètric i maduren des de finals de juny fins al final de juliol de l'any següent de la floració. Les llavors, que fan de 10 a 20 mil·límetres de llargada, són lleugerament ovoides i de color grisenc.